# Aladár Kovácsi
Aladár Kovácsi   (Budapest, 11 de desembre de 1932 - Budapest, 8 d'abril de 2010) fou un pentatleta hongarès que va competir durant la dècada de 1950.
El 1952 va prendre part en els Jocs Olímpics de Hèlsinki, on disputà dues proves del programa de pentatló modern. Junt a Gábor Benedek i István Szondy guanyà la medalla d'or en la competició per equips, mentre en la competició individual fou dotzè.
En el seu palmarès també destaquen una medalla d'or, una de plata i una de bronze al Campionat del món de pentatló modern i dos campionats nacionals.